# Битка код Наутле
Битка код Наутле (шп. Batalla de Nautla), позната и под именом битка код Алмерије, вођена у октобру 1519, први пораз Шпанаца током Кортесовог освајања Мексика. Током Кортесовог првог похода на град Мексико, Хуан де Ескаланте био је командант Вера Круза. Астеци су га ранили у бици код Алмерије и убрзо је умро од задобијених рана. У овој бици је погинуло још седам војника. Ово је био први пораз који су Шпанци доживели у Мексику.

## Историјски извори
Историјски извори о овој бици се не слажу око више шињеница:
- исход битке: по Берналу Дијазу,  био је ово први пораз Шпанаца у Мексику,[2] а по осталим изворима, победа упркос великим губицима.[5]
- шпански заповедник: по Пјетру Мартиру и Берналу Дијазу, био је то Хуан де Ескаланте,[5][2] по Гомари - Педро де Ирсио.[6]
- Кортесово сазнање: по Гомари, Кортес је сазнао за овај пораз у Чолули[6], а по Мартиру и Берналу Дијазу, шест дана по доласку у Теночтитлан.[5]

### По Кортесу
По другом писму Ернана Кортеса краљу Карлу V, писаном 30. октобра 1520 (Извештаји о освајању Мексика), у време када је отишао из Вера Круза у потрази за Монтезумом, оставио је у њему сто педесет људи да доврше тврђаву коју је започео. Исто тако је оставио многе суседне градове и упоришта који су признали власт шпанског краља, више од 50 насеља Тотонака у околини Семпоале. Када је био у Чолули, примио је писма од официра кога је оставио у Вера Крузу, у којима је сазнао да је Калпопока, домаћи владар Алмерије, послао гласнике у којима је изразио жељу да призна шпанску власт, ако би му послали неколико Шпанаца као пратњу кроз земљу његових непријатеља. Официр, мислећи да је порука послата у доброј намери, јер су то учинили и многи други, послао је четворицу Шпанаца на захтев. Али Квалпопока их је примио у своју кућу и наредио да их убију у тајности, па су двојица од њих тако умрла, а друга двојица су побегла рањена кроз шуму. Након тога, официр је кренуо на град Алмерију са педесет Шпанаца пешака и двојицом коњаника, и два пољска топа, заједно са осам или десет хиљада индијских савезника. Борили су се са становницима града и многе побили, а неке су протерали из града, који су индијански савезници спалили и потпуно уништили. Квалпопока се са још неким поглавицама који су му притекли у помоћ спасао бекством, али су од извесних заробљеника сазнали разлог зашто су Шпанце побили. Изјавили су да је Монтезума тај који је наредио својим вазалима да нападну који су признали шпанску власт чим Кортес напусти Вера Круз, и да искористе сваку прилику да убију Шпанце које је тамо оставио.

### По Мартиру
По Пјетру Мартиру (О новом свету, 1530), шест дана по доласку у Теночтитлан, Кортес је објавио да је примио писма заповедника тврђаве Веракруз (Хуан де Ескаланте), у којима је обавештен да је Квалпопока, кацик провинције у којој је Кортес основао колонију Алмерија, устао против Шпанаца. Квалпопока је преко гласника затражио од Ескалантеа неколико Шпанаца као пратњу кроз непријатељску земљу, као би дошао у Веракруз и примио власт шпанског краља. Заповедник му је послао четворицу Шпанаца, које су на кациковој територији напали разбојници: двојица су убијена, а остали су побегли рањени. Убеђен да је ово убиство наредио Квалпопока, шпански гувернер организовао је против њега казнену експедицију, повевши само 50 Шпанаца са два коњаника, неколико мускета и топова, али је позвао у помоћ све суседне Индијанце, непријатеље Астека. У нападу на кациков град, убијено је 7 Шпанаца и далеко већи број савезника, град је освојен и опљачкан, а сам Квалпопока успео је да побегне.
Кортес је искористио ове вести да затвори Монтезуму, који се покорио без отпора, и наредио својим људима да не пружају отпор. По Монтезумином наређењу, Квалпопока, његов син и 15 његових поглавица дошли су у Теночтитлан где су предати Шпанцима. На саслушању, најпре су тврдили да су радили без Монтезуминог знања, затим су признали да су само слушали његова наређења. По Кортесовом наређењу, сви су спаљени на ломачи на главном тргу испред Монтезумине палате.

### По Гомари
По Гомари (Општа историја Индија, 1552) Кортес је наредио Педру де Ирсију да оснује насеље на месту где се сада налази Алмерија, како би спречио ново искрцавање Франсиска де Гараја, јер је Гарај већ једном био отеран са те обале. Ирцио је опоменуо Индијанце из Наутле да прихвате његово пријатељство и покоре се шпанском краљу. Квалпопока, господар Наутле, тачније, пет градова касније укључених у Алмерију, послао је поруку Педру де Ирсију да не може доћи да понуди своју послушност због непријатеља који се налазе између њих, али ће то учинити ако Ирцио буде послао неке Шпанце да му обезбеде пут, јер се онда нико не би усудио да га нападне. Ирцио је послао четворицу људи, верујући да је то истина, јер је желео да оснује насеље. Када су, међутим, Шпанци ушли на територију Наутле, велики број наоружаних људи им је дошао у сусрет и са великим весељем убио двојицу. Друга двојица, рањена, побегла су и донела вести у Веракруз.
Педро де Ирсио, верујући да је то дело Квалпопоке, кренуо је против њега са педесет Шпанаца и десет хиљада Тотонака из Семпоале, два коња и два мала топа. Квалпопока је чуо за његов долазак и напредовао је са великом силом да истера Шпанце из земље, и борио се тако добро да је убио још седам Шпанаца и много Тотонака. На крају је, међутим, био поражен, његова земља је опустошена, његов град опљачкан, а многи његови људи су убијени или заробљени. Заробљеници су на мукама признали да је Квалпопока радио по наређењу великог господара Монтезуме (што је могло бити тачно), али други су рекли да су окривили Мексиканце да би се оправдали . То је оно што је Педро де Ирсио написао Кортесу у Чолули, а његова писма су била Кортесово оправдање за хапшење Монтезуме.

### По Берналу Дијазу
По Берналу Дијазу (Права историја свајања Нове Шпаније, 1568) Кортес је наредио Хуану де Ескалантеу, капетану и заповеднику Нове Шпаније у Веракрузу,  да штити градове у тој области који су се покорили Шпанцима. Гарнизон који је Монтезума држао у близини Тузапана, један од многих које је имао у свим провинцијама, захтевао је данак Индијанцима и намирнице од неких од ових градова. Градови су то одбили, а мексички капетани су запретили да ће уништити те градове и одвести људе као заробљенике, говорећи да је Монтезума то наредио. Савезнички Тотонаци затражили су помоћ од Ескалантеа. Мексиканци су игнорисали наређење Хуана де Ескалантеа да не узнемиравају и не пљачкају шпанске савезнике, па чак и његове претеће поруке. У бици која је уследила, Тотонаци, престрављени великим бројем мексичких ратника, побегли су при првом сукобу и оставили Хуана де Ескалантеа да се бори са Мексиканцима.
У тим окршајима и нападима, један шпански војник је заробљен и касније жртвован (Аргуело из Леона), док су Ескаланте и шест других војника тешко рањени, а капетанов коњ убијен. Капетан Ескаланте и рањени војници умрли у неколико дана касније у Веракрузу. Што се тиче Гомарине верзије догађаја, Бернал Дијаз је написао:
Овако се догодила афера у Алмерији, а не као код Гомаре, који у својој историји каже да је Педро де Ирсио отишао да настани Пануко са одређеним војницима. Не знам како је, с којим разумевањем, било могуће да тако елегантан хроничар напише тако нешто, јер рачунајући све војнике са Кортесом у Мексику, нисмо имали ни четири стотине, од којих је већина била рањена у биткама код Тласкале и Табаска, а није нас било довољно ни да поставимо добру стражу, а још мање да пошаљемо људе да населе Пануко. Каже даље да је Педро де Ирсио отишао као капетан, а у то време није био капетан, чак ни наредник, нити су му дали било какву функцију, нити су га приметили, а остао је код нас у Мексику. Исти хроничар каже и многе друге ствари о затварању Монтезуме. Не разумем његово писање, и морам да се запитам шта је написао у својој историји, јер мора да је у то време било живих конквистадора који би му рекли када су то прочитали: „Ово се није догодило тако. У овој другој ствари, он говори шта год хоће.”

## Последице
По Гомари, вести о бици код Наутле донела су у Теночтитлан двојица тласкаланских ратника. Смрт 9 шпанских војника у Наутли од руке Астека послужила је Кортесу као изговор за Монтезумино хапшење, 6 дана након пријатељског дочека у Теночтитлану. Двадесет дана касније, Квалпопока је по Монтезумином наређењу дошао у Теночтитлан, где је ухапшен и предат Шпанцима. На мукама, он и његови људи признали су да су побили Шпанце у бици, делимично по Монтезумином наређењу, делимично од своје воље, и Кортес их је осудио на смрт и јавно живе спалио.